# Permira
Permira (anciennement Schroder Ventures) est une société d’investissement mondiale dont le siège est à Londres. Le bureau français est situé Rue de la Baume à Paris.
Permira met à disposition des capitaux de participation privés (private equity) et des financements externes pour la croissance des entreprises. Permira se concentre sur les secteurs de la technologie, de la consommation, des services et de soins de santé. L'entreprise est organisée en partenariat et conseille des fonds dont les actifs dépassent 60 milliards d'euros (assets under management).

## Histoire
Dans les années 1980, la société de gestion de fortune britannique J. Henry Schroder Wagg a développé un concept de fonds de capital-investissement pour financer les rachats d'entreprises par leurs cadres. Les fonds étaient actifs dans plusieurs pays européens et juridiquement indépendants, mais ils agissaient ensemble sous le nom de Schroder Ventures. Nicholas Ferguson a été nommé président de la division. Le fonds Schroders, lancé en 1986, a été le premier fonds de capital-investissement en Allemagne.
En 1996, des employés de Schroder Ventures d’Allemagne, de France, d’Italie et du Royaume-Uni se sont regroupés dans une nouvelle société. Celle-ci a d'abord utilisé le nom de Schroder Ventures Europe et a été rebaptisée Permira en 2001 pour marquer la séparation avec J. Henry Schroder Wagg. Cette fusion a été précédée par les lancements réussis des fonds d'investissement Permira Europe I et Permira Europe II.
Dans les années 1990 et 2000, Permira est devenue la plus grande société d’investissement européenne,. L'entreprise a notamment investi dans des fournisseurs automobiles et des entreprises chimiques. En 2004, l’entreprise s'est fait connaître du grand public au plus tard lors de sa participation au rachat de l'entreprise technologique luxembourgeoise Intelsat. Permira s’est également intéressée au rachat de la société de services informatiques Atos Origin.
En 2002 déjà, Permira avait ouvert sa première succursale américaine à New York City. Une présence dans le centre technologique de la Silicon Valley a suivi. En outre, l’entreprise a développé sa présence en Chine et au Japon à partir de 2008,. Aujourd'hui, Permira est représentée par 16 bureaux dans les principaux centres financiers et économiques d'Europe, des États-Unis et d'Asie.

## Structure de l'entreprise
Permira comprend diverses unités dans plusieurs pays du monde, dont la société française Permira Advisers. La société mère est la société britannique Permira Holdings Limited. Elle représente dans ses comptes annuels le plus grand périmètre de consolidation de l'entreprise. Il s'agit d'une société de capitaux dont le siège statutaire se trouve à Saint Peter Port, sur l'île anglo-normande de Guernesey.
Permira est organisée sous la forme juridique d'un partenariat et est donc détenue par ses principaux collaborateurs. Au niveau mondial, Kurt Björklund (Managing Partner) est à la tête de l'entreprise. En France, c'est Alexandre Margoline (Partner, Head of France) qui dirige l'entreprise.

## Activité commerciale
Permira conseille des fonds de private equity et a développé d’autres solutions de financement. Celles-ci mettent à la disposition des entreprises des capitaux de participation privés (Buyout / Growth Capital) ou des financements externes (Debt / Credit). L'objectif est de soutenir leur développement et d’augmenter ainsi la valeur de l'entreprise durablement. Les capitaux investis proviennent d'investisseurs institutionnels, dont de grandes banques, des compagnies d'assurance, des fonds de pension, des gestionnaires de fortune indépendants et des particuliers fortunés.

## Participations (sélection)
Depuis leur création, les fonds de private equity de Permira ont investi dans plus de 300 entreprises. Actuellement (juillet 2022), son portefeuille comprend 71 entreprises, dont une partie significative dans le secteur technologique. Plus de la moitié d'entre elles ont leur siège en Europe. En France, il s'agit de Mirakl, Exclusive Group, Safti et Hana Group.

## Responsabilité sociale
En 2017, l'entreprise a créé la The Fondation Permira, une fondation indépendante à but non lucratif. Elle se concentre principalement sur des domaines tels que l'inclusion sociale, la prévention et la lutte contre la pauvreté, la promotion et la préservation de la santé et la promotion de l'éducation et du parcours professionnel des jeunes. La Permira Foundation est essentiellement financée par les partenaires de l'entreprise.